# Dardanels
L'estret dels Dardanels (en turc: Çanakkale Boğazı), a l'antiguitat anomenat Hel·lespont (grec antic: Ἑλλήσποντος, Hel·lèspontos), és un estret del nord-oest de Turquia que connecta la mar Egea amb la mar de Màrmara. Té una llargada de 60 km i una amplada entre 1.270 metres i 7.400 metres, i la part més estreta va entre la ciutat de Çanakkale i la de Kilitbahir.
Igual que el Bòsfor, separa Europa (en aquest cas l'estreta península de Gal·lípoli) i Àsia (la península d'Anatòlia). La ciutat principal de l'estret és Çanakkale, que agafa el nom dels seus famosos castells.
A l'antiguitat sorgiren ciutats importants les seves riberes, com Abidos de Mísia, Eleünt, Làmpsac, Sestos i, principalment, Troia, estratègicament situada per controlar-ne l'accés.

Mapa que mostra la ubicació dels Dardanels (groc), en relació amb el Bòsfor (vermell), el mar de Màrmara, el mar Egeu i el mar Negre

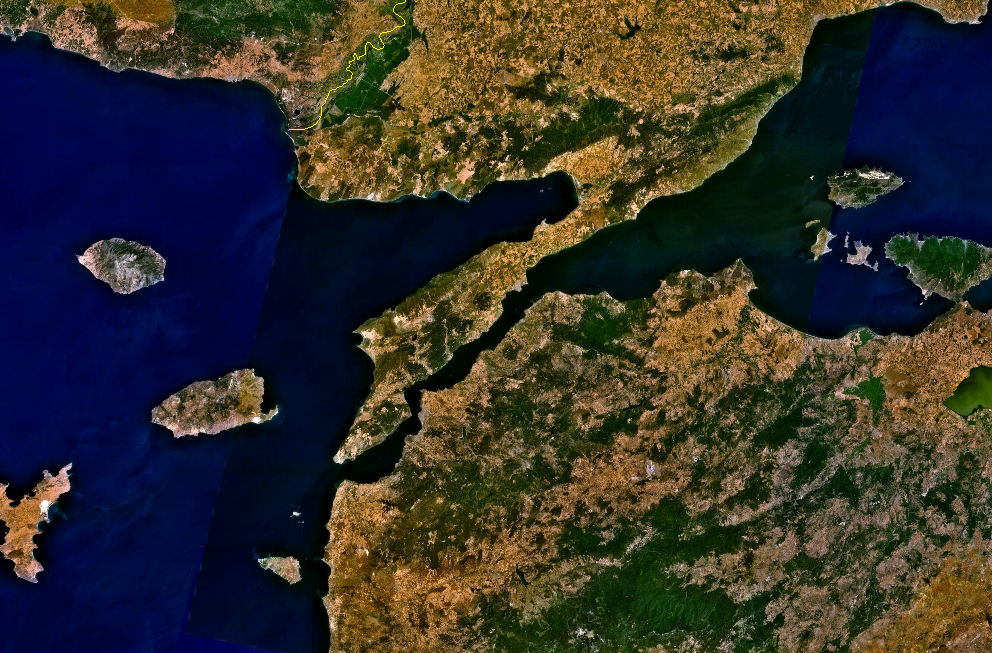
Vista dels Dardanels presa des del satèl·lit Landsat 7 el setembre de 2006. El cos d'aigua de l'esquerra és el mar Egeu, mentre que el de la part superior dreta és el mar de Màrmara. Els Dardanels són la via fluvial afilada que discorre en diagonal entre els dos mars, del nord-est al sud-oest. La península superior llarga i estreta a la riba nord de l'estret és Gallipoli (Gelibolu), i constitueix les ribes del continent europeu, mentre que la península inferior és Tròada (Biga) i constitueix les ribes del continent asiàtic. La ciutat de Çanakkale és visible al llarg de les costes de la península inferior, centrada a l'únic punt on un aflorament afilat sobresurt als Dardanels, d'altra banda, lineals.

## Noms
El nom de Dardanels fa referència a una parella de castells d'època otomana situats un a cada costat de l'estret. El nom deriva probablement de la ciutat de Dàrdanos, una antiga població a la riba asiàtica de l'estret que, al seu torn, es deia que prenia el seu nom de Dàrdan, el mític fill de Zeus i Electra. Segons Papazoglu, el seu nom prové dels dàrdans, un poble dels Balcans.
A l'antiguitat, l'estret s'anomenava Hel·lespont (grec antic: Ἑλλήσποντος, llatí: Hellēspontus), que significa 'Mar d'Hel·le', en referència a Hel·le, una filla d'Atamant, rei de Tebes, i la seva esposa Nèfele, que s'hauria ofegat a l'estret. D'altra banda, en turc s'anomena Çanakkale Boğazı, que significa 'estret de Çanakkale' i deriva de la ciutat homònima, una població de mida mitjana que es troba al costat de l'estret, que significa 'fort de ceràmica', de چاناق (çanak, 'ceràmica') i قلعه (kale 'fortalesa'), en referència a la famosa ceràmica i articles de ceràmica de la zona, i la fortalesa otomana de Sultaniye.

## Geografia
Com a via fluvial marítima, els Dardanels connecten diversos mars al llarg de la Mediterrània oriental, els Balcans, el Pròxim Orient i Euràsia occidental i connecten específicament la mar Egea amb la mar de Màrmara. La Màrmara es connecta encara més amb la mar Negra a través del Bòsfor, mentre que l’Egea enllaça amb la Mediterrània. Així, els Dardanels permeten connexions marítimes des de la mar Negra fins a la mar Mediterrània i l'oceà Atlàntic a través de Gibraltar i l'oceà Índic a través del canal de Suez, cosa que el converteix en una via fluvial internacional crucial, en particular per al pas de mercaderies de Rússia.

### Morfologia actual
L'estret fa 60 quilòmetres de llarg i de 1.270 a 7.400 metres d'amplada, amb una mitjana de 55 metres de profunditat i una profunditat màxima de 103 metres al seu punt més estret de Nara Burnu, al capdavant de Çanakkale. Hi ha dos corrents principals a través de l'estret: un corrent superficial flueix des de la mar de Màrmara cap a la mar Egea i un corrent secundari, més salí i a més profunditat, flueix en la direcció oposada.
Els Dardanels són únics en molts aspectes. La forma molt estreta i sinuosa de l'estret és més semblant a la d'un riu. Es considera una de les vies fluvials més perilloses, massificades, difícils i potencialment perilloses del món. Els corrents produïts per l'acció de marea a la mar Negra i a la mar de Màrmara són tals que els vaixells de vela han d'esperar a l'ancoratge per obtenir les condicions adequades abans d'entrar als Dardanels.

## Enllaços

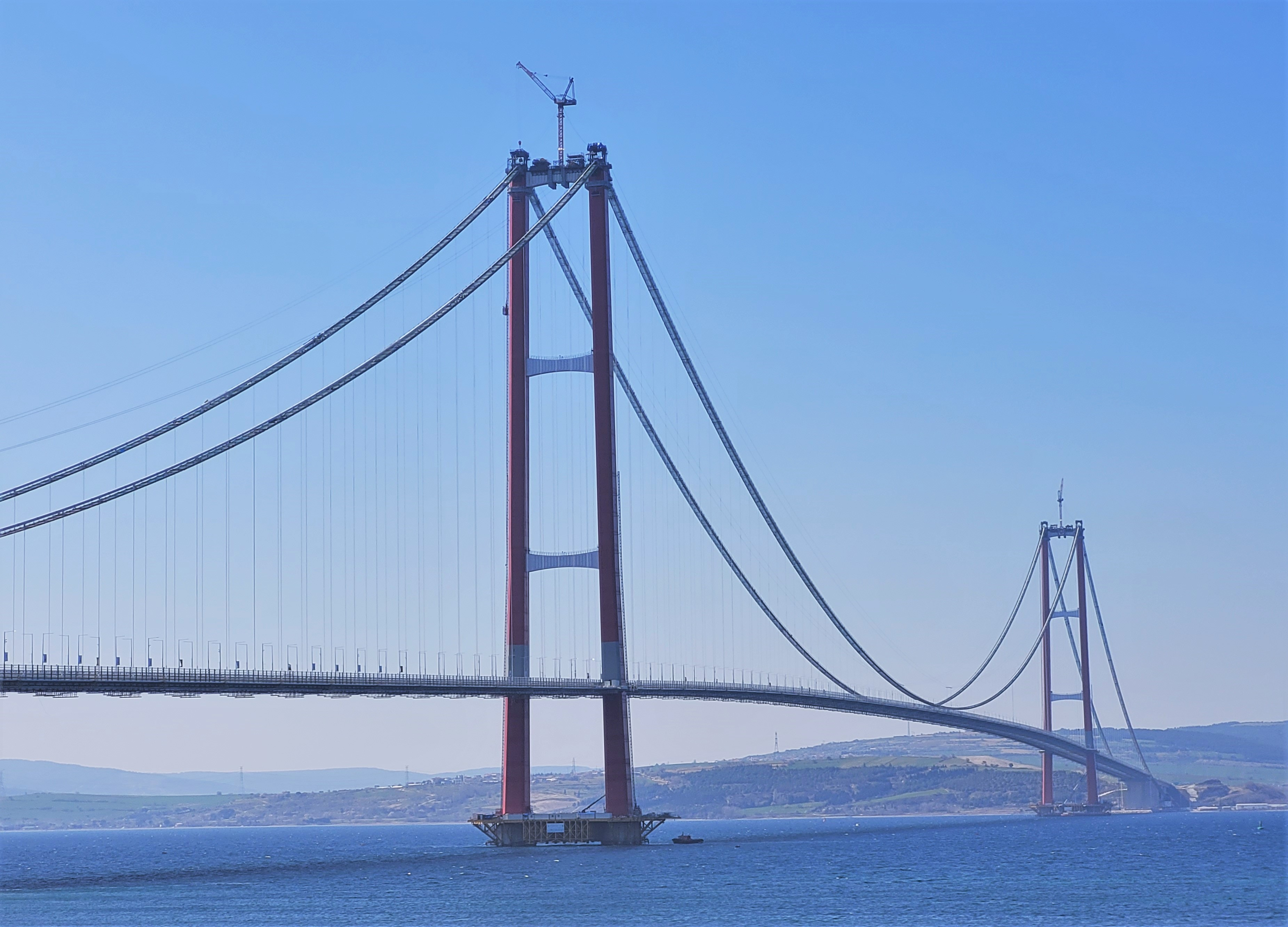
El pont de Çanakkale 1915 a l'estret dels Dardanels, que connecta Europa i Àsia, és el pont penjant més llarg del món.

### Marítim
Les aigües dels Dardanels són travessades diàriament per nombrosos transbordadors de passatgers i vehicles, així com embarcacions d'esbarjo i de pesca que van des de vaixells lleugers fins a iots propietat d'entitats públiques i privades.
L'estret també experimenta quantitats significatives de trànsit marítim comercial.

### Terra
El pont de Çanakkale 1915 uneix Lapseki, un districte de Çanakkale, a la part asiàtica, i Sütlüce, un poble del districte de Gelibolu, a la part europea. Forma part de les ampliacions previstes a la xarxa d'autopistes nacionals de Turquia. Les obres del pont van començar el març de 2017, i es va inaugurar el 18 de març de 2022.

### Submarí
Dos sistemes de cable submarí que transmeten energia elèctrica a 400 kV travessen els Dardanels per alimentar l'oest i l'est d'Istanbul. Tenen les seves pròpies estacions a Lapseki i Sütlüce.
Hi ha quatre línies de fibra òptica col·locades al llarg de l'estret. Un mapa publicat mostra les línies de comunicació que van des d'Istanbul al Mediterrani, anomenades MedNautilus i que desembarquen a Atenes, Sicília i altres llocs.

## Història
A l'antiguitat era conegut amb el nom d'Hel·lespont (grec antic: Ἑλλήσποντος, Hel·lèspontos, llatí: Hellespontus), que significa 'Mar d'Hel·le': els grecs explicaven el seu nom per mitjà del mite d'Hel·le, una filla d'Atamant, rei de Tebes, i la seva esposa Nèfele, que caigué a l'estret. Hel·le es va fugar de la llar paterna amb son germà Frixos per evitar els malvats plans de llur madrastra Ino, que desitjava desempallegar-se del fillastre i la fillastra. Quan els dos germans travessaven la mar muntats en el Velló d'Or, ella va caure a l'aigua i s'hi va negar. En honor i memòria seva, aquella mar es va dir de llavors ençà Mar d'Hel·le o Hel·lespont. El poeta barroc alemany Philipp von Zesen esmenta breument la història de Frixos i Hel·le en el sisè llibre de la seva novel·la Simson (Samsó), quan hi disserta sobre l'origen del Velló d'Or:
| « | Hingegen erzehlen andere / daß Frixus des Tehbischen Königes Atamas aus der Nefele Sohn / und der Helle / davon der Hellespont / das ist der Helle Meer / den Nahmen bekommen / Bruder /als er der Nachstellung seiner Stiefmutter der Ino /samt seiner Schwester / entflühen wollen / auf einem güldenen Wider / durch die Luft hin / in Kolch geführet worden: da er den Wider geschlachtet / und sein güldenes oder mit güldener Wolle bewachsenes Fel dem Mars zu Ehren an einen Baum aufgehänget. | D'altres, per contra, conten que Frixos, fill del rei Atamant de Tebes i de la seva dona Nèfele, i germà d'Hel·le, de qui l'Hel·lespont, això és, la Mar d'Hel·le, ha pres el nom, en voler fugir amb la seva germana del parany que els havia preparat llur madrastra Ino, va ser dut per enlaire fins a la Còlquida cavalcant a dalt d'un xot daurat. Un pic hi va haver arribat, va matar el xot i després en va penjar la pell daurada o recoberta de velló daurat en un arbre en honor del déu Mart. | » |

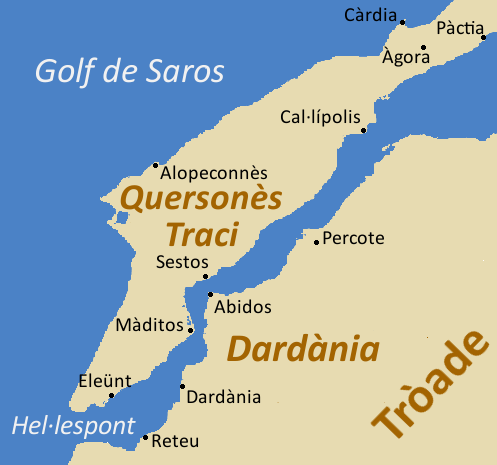
L'Hel·lespont a l'antiguitat

També se situa a l'Hel·lespont la llegenda clàssica d'Hero i Leandre. Leandre era un jove d'Abidos, i Hero era de Sestos. Quan anava nedant d'Abidos (Àsia) fins a Sestos (Europa) per veure-hi Hero, Leandre s'hi va anegar. En record d'aquest fet, en la literatura clàssica l'Hel·lespont rebia l'epítet de Leandrius, i Ovidi l'anomena 'el llarg freu de la germana de Frixos.
A l'antiguitat, a les ribes de l'Hel·lespont hi havia diverses ciutats importants. Per la banda de la Propòntida, l'estret començava a Cal·lípolis, a la banda d'Europa, enfrontada amb Làmpsac, colònia milèsia i focea, que era veïna de Percota, ja esmentada per Homer. A la zona més estreta del pas hi havia Sestos, a Europa, i Abidos, a l'Àsia, totes dues presents a la Ilíada. Devora Sestos i davant Abidos hi havia Màditos, al seu torn veïna d'Eleünt, colònia de Teos, situada a l'extrem sud de la península. Per la banda de l'Àsia continuaven Dàrdan, antecessora de Troia, Recíon i, a la desembocadura de l'Escamandre, Sigèon, que era el port de Troia.
L'estret ha tingut un paper estratègic durant la història. Així, la Guerra de Troia va tenir lloc a la banda asiàtica de l'estret, atès que la ciutat de Troia se situava a l'entrada de l'Hel·lespont. Durant la Segona Guerra Mèdica, Xerxes I de Pèrsia va construir un pont de barques sobre l'Hel·lespont a la vora d'Abidos, a la costa asiàtica, fins a un punt entre Sestos i Màditos, a la costa d'Europa. Aquest pont va ser format per 360 vaixells a la part alta i 314 a la part baixa. En la guerra del Peloponès, es va lliurar a l'Hel·lespont la Batalla de Cinossema i la decisiva d'Egospòtamos. El 334 aC, Alexandre el Gran va travessar l'Hel·lespont amb 35.000 soldats. En època imperial, l'Hel·lespont donà nom a una província romana.

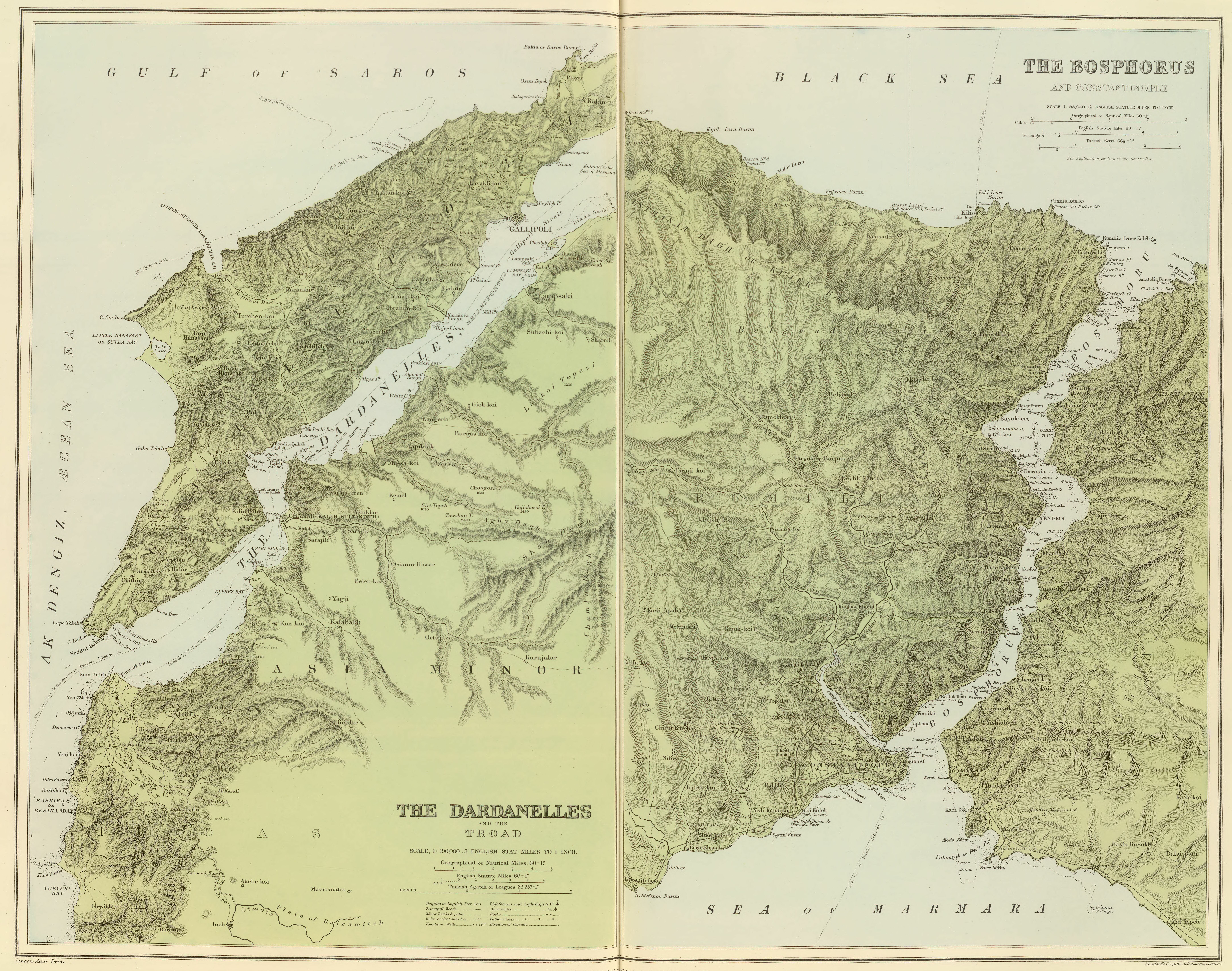
Els Dardanels i el Bòsfor

En algunes cartes medievals apareix com a Bucca Rumaniae, Brachium Sancti Georgi (nom donat també al Bòsfor), Bocca d'Aveo (derivat d'Abidos) i, finalment, Dardanels, en referència a la ciutat de Dàrdan, successora de la Dardània troiana. Els turcs l'anomenaren Ak Deñiz Boğazı i Kalei Sultaniyye Boğazı, i posteriorment Çanakkale Boğazı. Ramon Muntaner l'anomena Boca d'Àver.
Com que l'estret era vital per al domini otomà sobre els seus territoris de la Mediterrània oriental, quan en 1831 Egipte va envair l'Imperi Otomà, Rússia va donar suport als otomans a canvi del Tractat de Hünkâr İskelesi, amb la garantia que els otomans tancarien l'estret de Dardanels a qualsevol vaixell de guerra estranger si els russos sol·licitaven aquesta acció, i de cedir el domini de Muhàmmad Alí Paixà sobre Síria i Egipte, uns termes que van preocupar enormement la resta de les potències europees. Els aliats van fer un intent fallit per apoderar-se dels Dardanels durant la Primera Guerra Mundial. La Batalla de Gal·lípoli es va declarar oficialment perduda el 18 de març del 1915. El gran nombre de baixes d'aquesta operació militar va estar a punt de posar fi a la carrera de Winston Churchill.

## Galeria

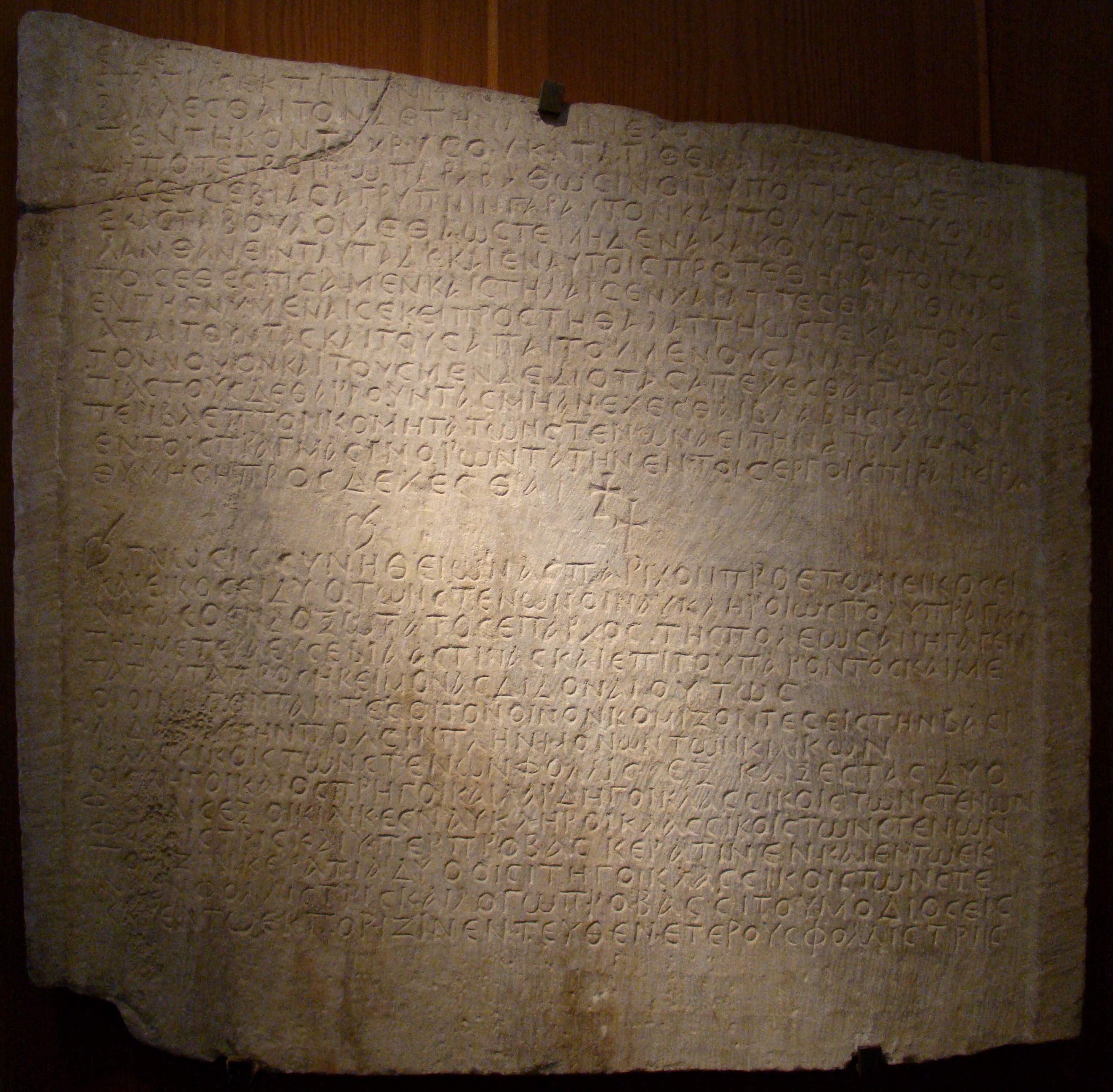
Placa de marbre amb la llei romana d'Orient del segle VI que regula el pagament de la duana als Dardanels
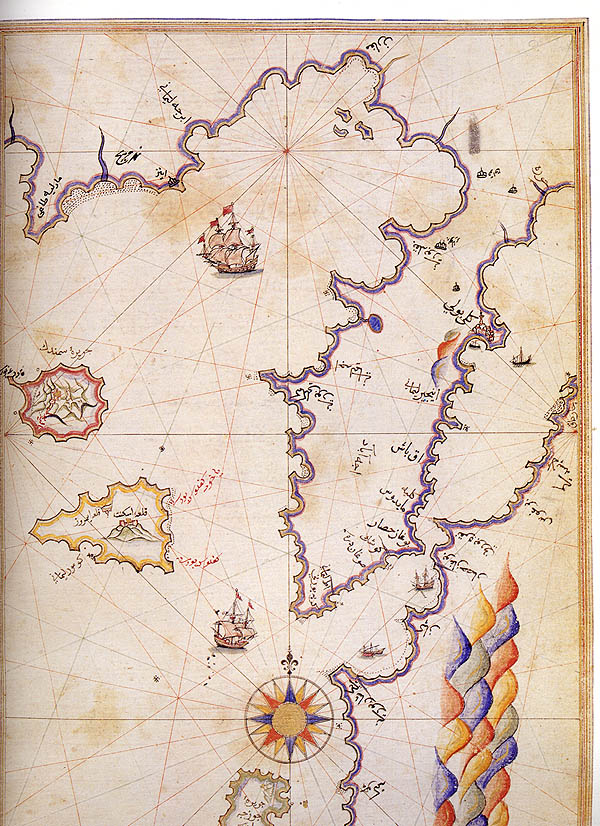
mapa històric dels Dardanels de Piri Reis
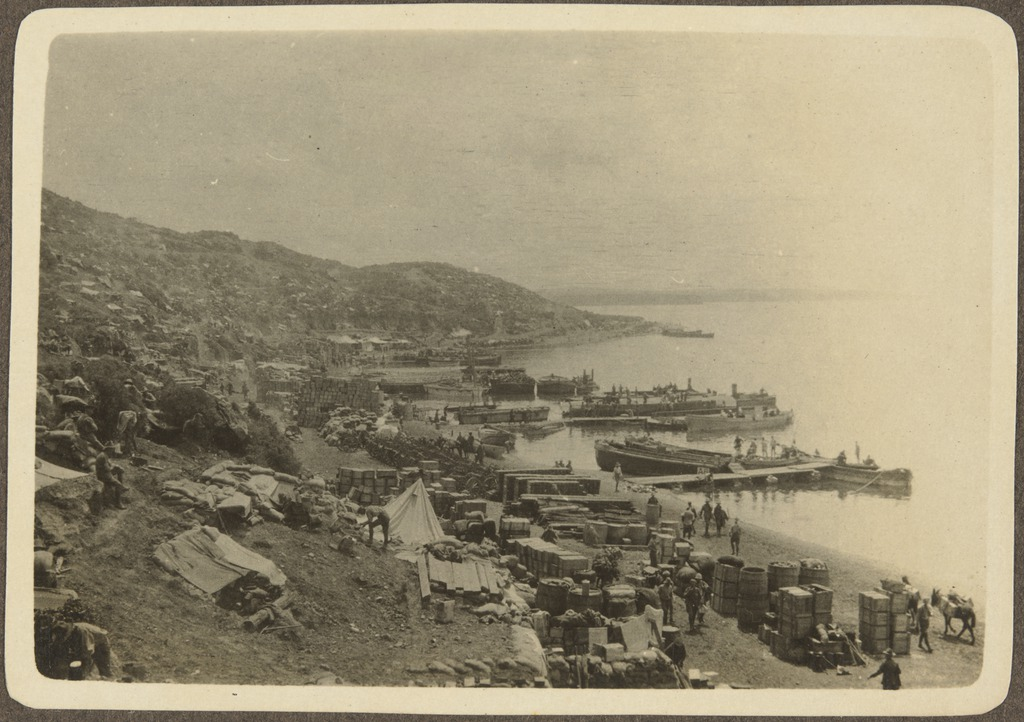
Els ANZAC a Gal·lípoli el 1915
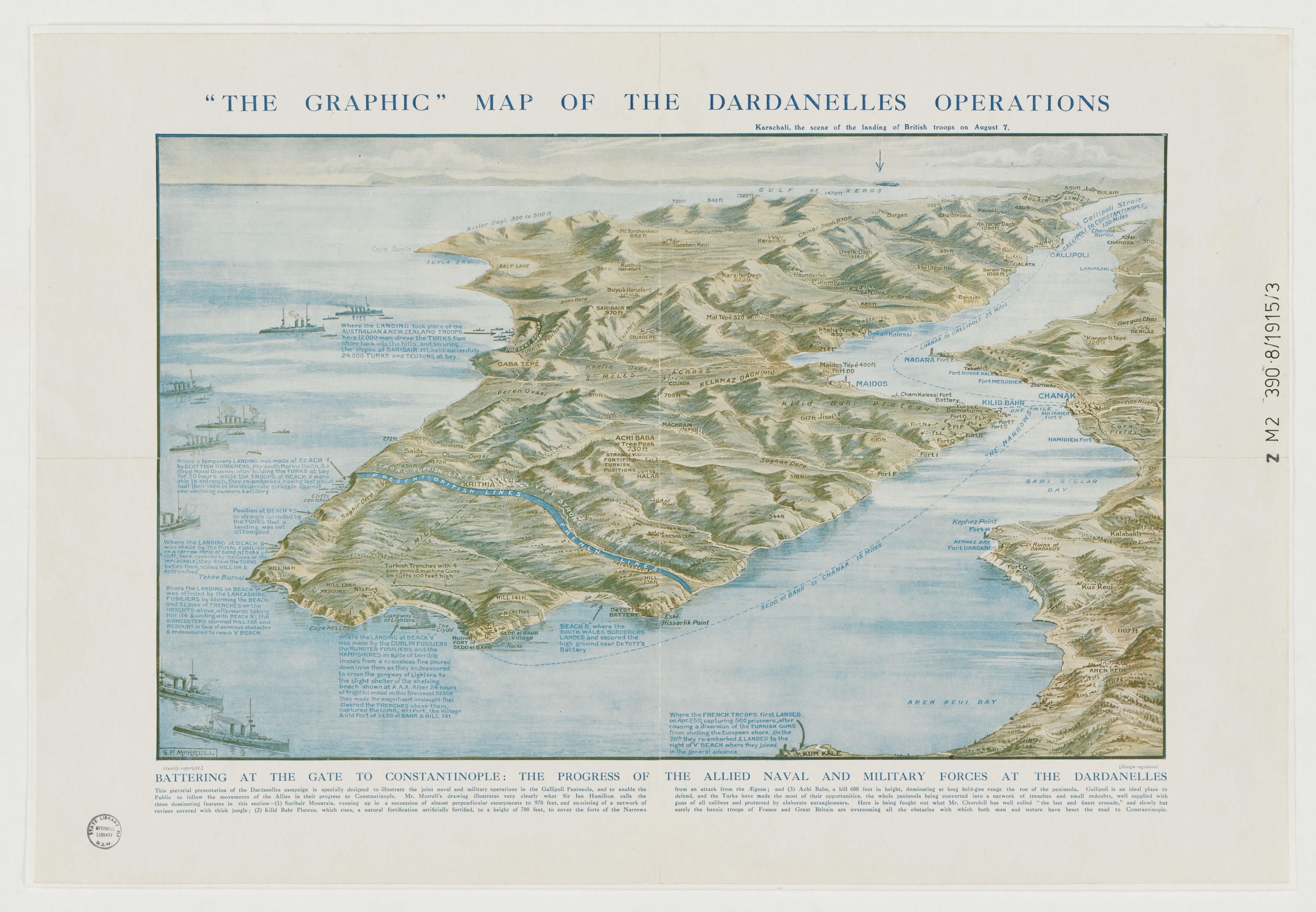
mapa dels Dardanels dibuixat per GF Morrell, 1915, que mostra la península de Gallipoli i la costa oest de Turquia, així com la ubicació de les tropes de primera línia i els desembarcaments durant la campanya de Gal·lipoli
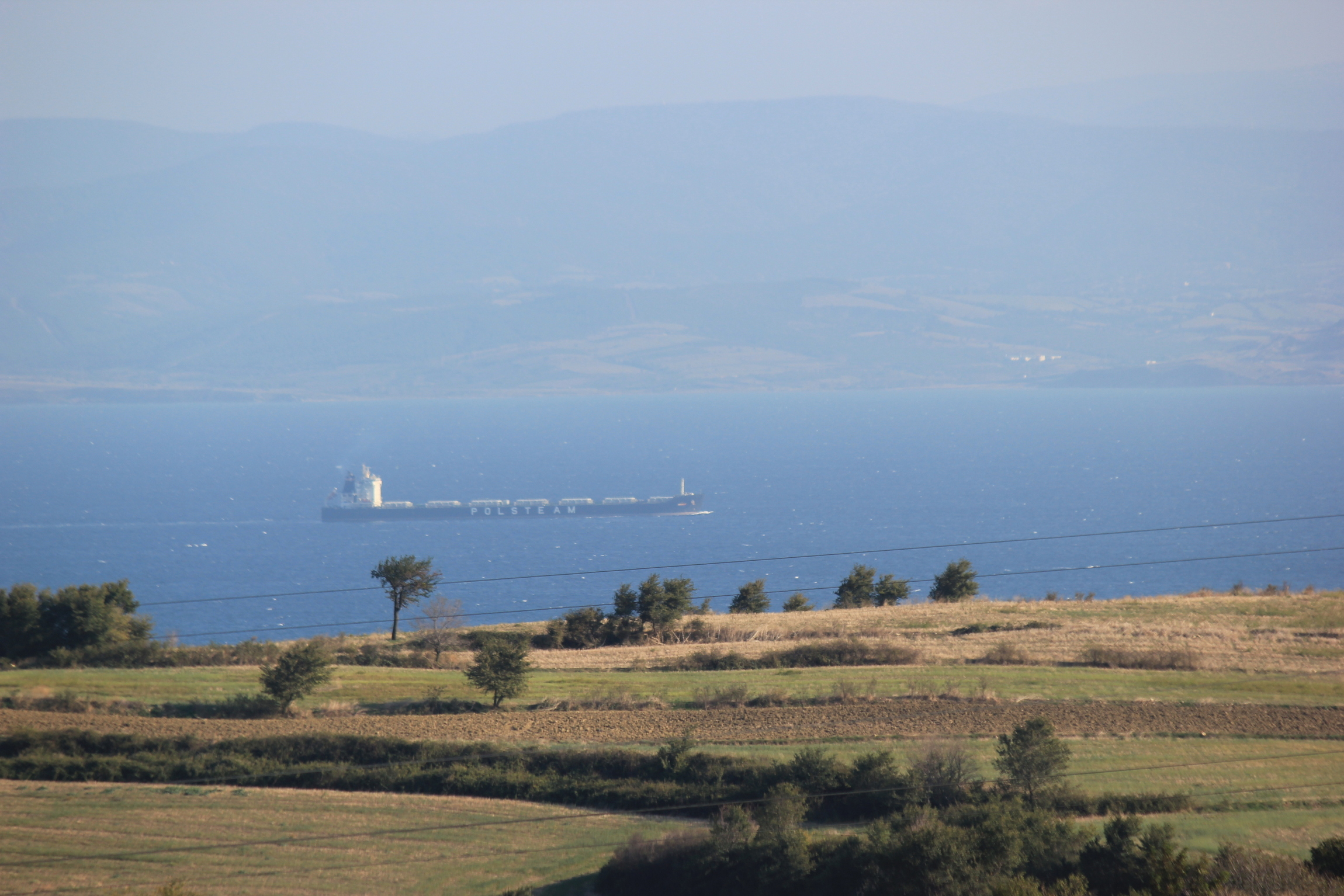
Vista dels Dardanels des de la península de Gal·lípoli
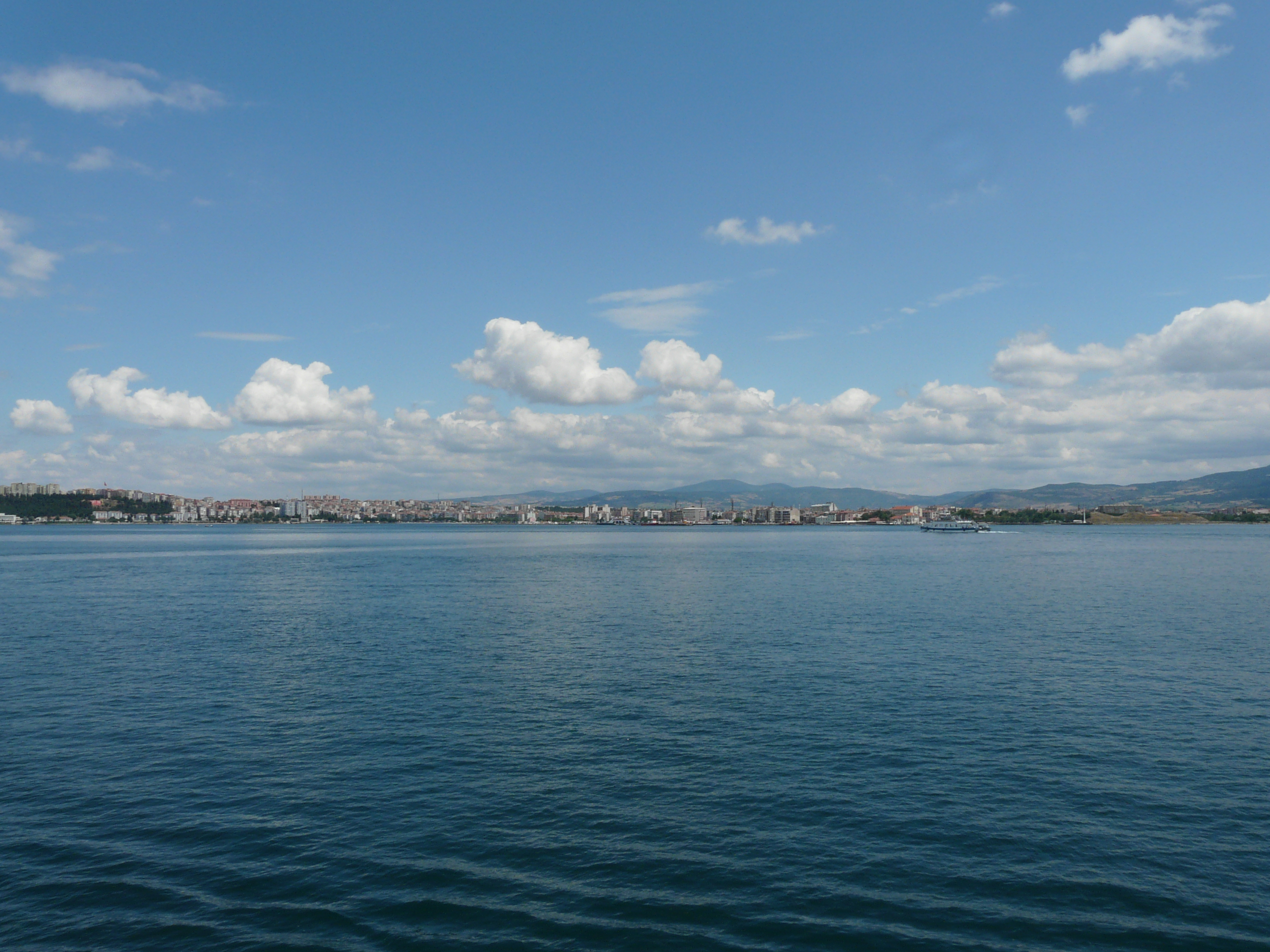
Vista de Çanakkale des dels Dardanels
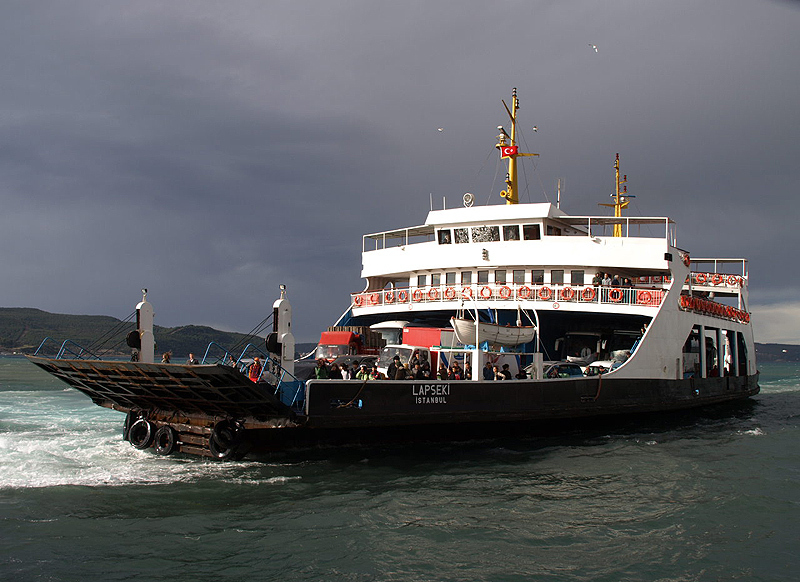
Línia de ferri que travessa els Dardanels a Çanakkale
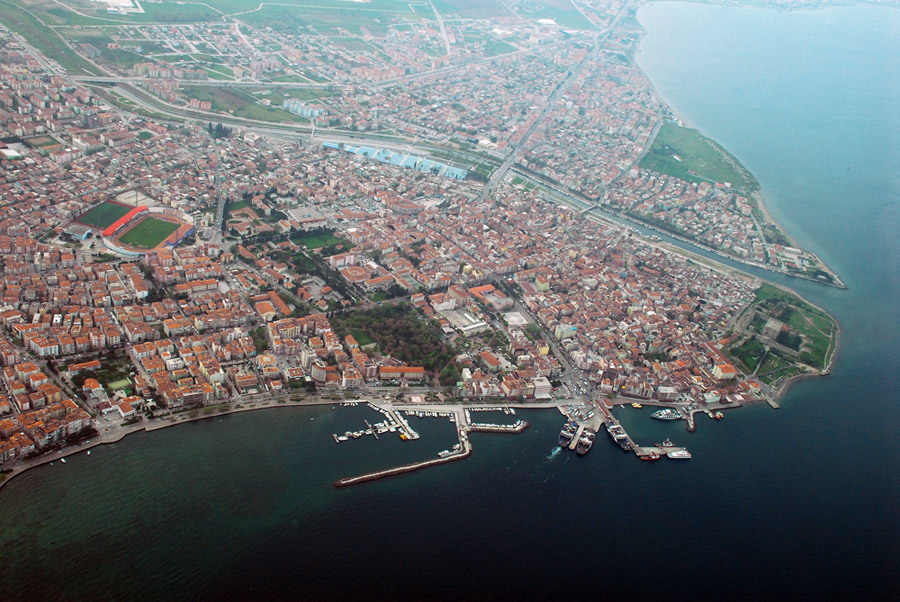
Vista aèria de la ciutat de Çanakkale
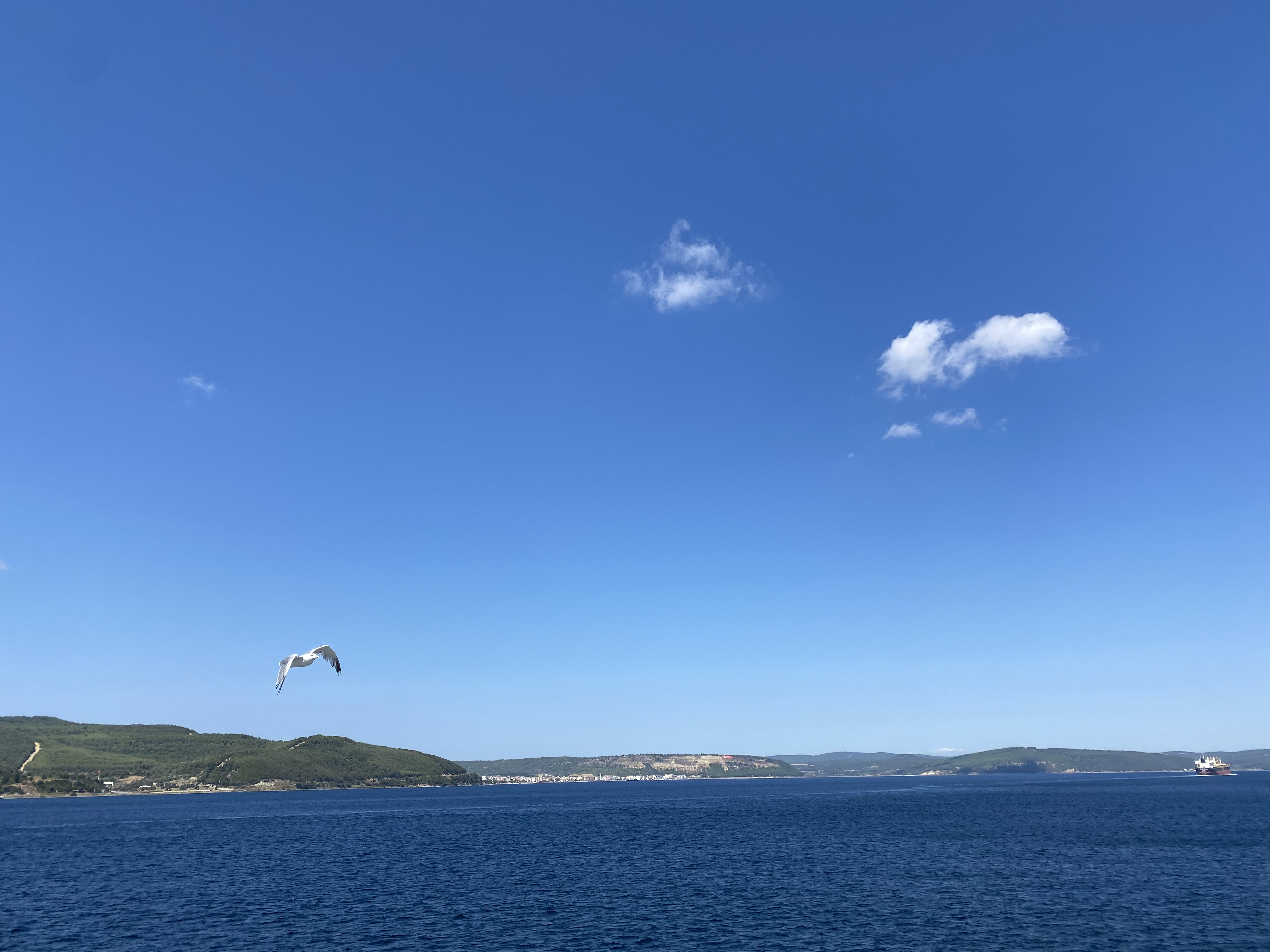
Dardanels el 2021
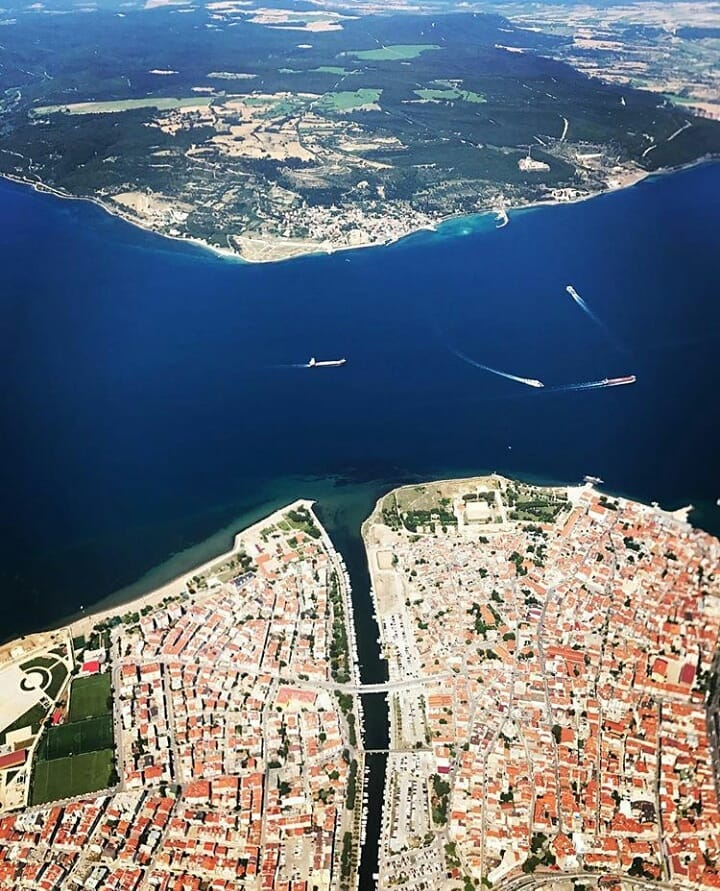
La secció més estreta dels Dardanels